# Grand Prix de Dourges
Le Grand Prix de Dourges (Grand Prix de Dourges-Hénin-Beaumont en 2006 et 2007) est une course cycliste française disputée entre 1987 et 2007 à Dourges dans le Pas-de-Calais. La course est nommée Prix Fréquence-Nord de 1987 à 1992. De 1993 à 1998, la course est nommée GP du Nord-Pas de Calais Open. Entre 2005 et 2007, le Grand Prix de Dourges fait partie de l'UCI Europe Tour en catégorie 1.2.
L'épreuve disparaît en 2008. Elle est remplacée en 2010 par la Ronde pévéloise - G.P de Pont-à-Marcq.

## Palmarès
| Année                                | Vainqueur              | Deuxième             | Troisième        |
| ------------------------------------ | ---------------------- | -------------------- | ---------------- |
| Prix Fréquence-Nord                  |                        |                      |                  |
| 1987                                 | Jean-François Laffillé |                      |                  |
| 1988                                 | Laurent Pillon         | Francis Moreau       | Laurent Eudeline |
| 1989                                 | Francis Moreau         | Brian Smith          | Henning Sindahl  |
| 1990                                 | Francis Moreau         | Czesław Rajch        | Raymond Meijs    |
| 1991                                 | Czeslaw Rajch          | Hans Kindberg        | Xavier Jan       |
| 1992                                 | Frédéric Moncassin     | Marcel Wust          | Jaan Kirsipuu    |
| GP du Nord-Pas de Calais Open        |                        |                      |                  |
| 1993                                 | Jean-Luc Masdupuy      | Jan Mattheus         | Cyril Saugrain   |
| 1994                                 | Ludo Dierckxsens       | Daniel Verelst       | Paul Van Hyfte   |
| 1995                                 | Christophe Agnolutto   | Stéphane Barthe      | Franky De Buyst  |
| 1996                                 | Jaan Kirsipuu          | Filip Meirhaeghe     | Nicolas Jalabert |
| 1997                                 | Stéphane Barthe        | Christian van Dartel | Ken Hashikawa    |
| 1998                                 | Marc Streel            | Hans De Meester      | Jürgen de Jong   |
| Grand Prix de Dourges                |                        |                      |                  |
| 1999                                 | Jean-Michel Thilloy    | Jean-Claude Thilloy  | Saulius Ruskys   |
| 2000                                 | Gordon McCauley        | Rik Claeys           | Nico Ruyloft     |
| 2001                                 | Marek Leśniewski       | Angelo van Melis     | Cédric Deruyter  |
| 2002                                 | Steven Caethoven       | Geoffroy Lequatre    | Kilian Patour    |
| 2003                                 | Roy Curvers            | Raphaël Devienne     | Pierre Drancourt |
| 2004                                 | Gaylor Bouchart        | Stéphane Petilleau   | Koen Das         |
| 2005                                 | Grzegorz Kwiatkowski   | Sergey Krushevskiy   | Bjorn Hoeben     |
| Grand Prix de Dourges-Hénin-Beaumont |                        |                      |                  |
| 2006                                 | Markus Eichler         | Joel Pearson         | Sébastien Six    |
| 2007                                 | Martin Mortensen       | Mark Cassidy         | Luc Hagenaars    |